# Chiconcuac de Juárez
Chiconcuac de Juárez är en stad i Mexiko och centralort i kommunen Chiconcuac i delstaten Mexiko. Chiconcuac de Juárez ligger i den centrala delen av landet, 28 km nordost om huvudstaden Mexico City och tillhör Mexico Citys storstadsområde. Staden hade 21 738 invånare vid folkmätningen 2010.